# Vereide
Vereide – wieś w zachodniej Norwegii, w okręgu Sogn og Fjordane, w gminie Gloppen. Wieś położona jest na wschodnim wybrzeżu fiordu Gloppenfjorden, około 6 km na północny zachód od miejscowości Sandane i około 10 km na południe od miejscowości Lote.
Przez wieś przebiega europejska trasa E39. To połączenie drogowe łączy wieś od północy z Portem lotniczym Sandane. 
W Vereide znajduje się kościół, który wybudowany został w XVII wieku.

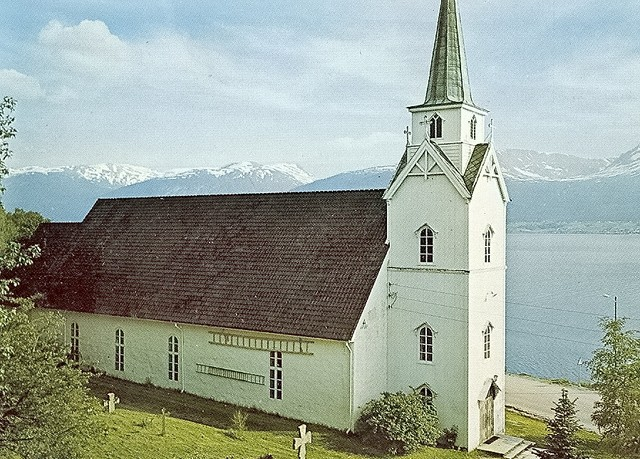
Vereide kościół